# Fed Cup 2019 Spareggi Gruppo Mondiale
Gli spareggi per il Gruppo Mondiale 2019 sono i principali spareggi della Fed Cup 2019, e collegano il Gruppo Mondiale al Gruppo Mondiale II. Ad essi partecipano le 4 squadre sconfitte nel primo turno del Gruppo Mondiale e le 4 squadre vincitrici del Gruppo Mondiale II, incrociandosi in scontri a eliminazione diretta. Le 4 squadre vincitrici degli spareggi avranno il diritto a partecipare al Gruppo Mondiale della Fed Cup 2020, mentre le perdenti retrocedono al Gruppo Mondiale II.

## Accoppiamenti
Le partite si sono disputate il 19 e 21 aprile 2019.
- Rep. Ceca vs  Canada
- Stati Uniti vs  Svizzera
- Lettonia vs  Germania
- Belgio vs  Spagna

## Repubblica Ceca vs. Canada
| Rep. Ceca 4 | Agrofert Arena, Prostějov, Repubblica Ceca 20–21 aprile Terra rossa (indoor) | Agrofert Arena, Prostějov, Repubblica Ceca 20–21 aprile Terra rossa (indoor) | Canada 0 |     |   |             |
| \| \| \| \| 1 \| 2 \| 3 \| \| \| - \| \| ----------------------------------------------------------------------- \| ---- \| --- \| - \| ----------- \| \| 1 \| \| Karolína Muchová Rebecca Marino \| 6 3 \| 6 0 \| \| \| \| 2 \| \| Markéta Vondroušová Leylah Annie Fernandez \| 6 4 \| 6 1 \| \| \| \| 3 \| \| Markéta Vondroušová Rebecca Marino \| 6 3 \| 6 4 \| \| \| \| 4 \| \| Karolína Muchová Leylah Annie Fernandez \| \| \| \| non giocato \| \| 5 \| \| Barbora Krejčíková / Lucie Šafářová Gabriela Dabrowski / Sharon Fichman \| 7 64 \| 7 5 \| \| \| |                                                                              |                                                                              |          |     |   |             |
| |                                                                              |                                                                              | 1        | 2   | 3 |             |
| 1 | Rep. Ceca (bandiera) · Canada (bandiera)                                     | Karolína Muchová Rebecca Marino                                              | 6 3      | 6 0 |   |             |
| 2 | Rep. Ceca (bandiera) · Canada (bandiera)                                     | Markéta Vondroušová Leylah Annie Fernandez                                   | 6 4      | 6 1 |   |             |
| 3 | Rep. Ceca (bandiera) · Canada (bandiera)                                     | Markéta Vondroušová Rebecca Marino                                           | 6 3      | 6 4 |   |             |
| 4 | Rep. Ceca (bandiera) · Canada (bandiera)                                     | Karolína Muchová Leylah Annie Fernandez                                      |          |     |   | non giocato |
| 5 | Rep. Ceca (bandiera) · Canada (bandiera)                                     | Barbora Krejčíková / Lucie Šafářová Gabriela Dabrowski / Sharon Fichman      | 7 64     | 7 5 |   |             |

## Stati Uniti vs. Svizzera
| Stati Uniti 3 | Freeman Coliseum, San Antonio, Stati Uniti d'America 20–21 aprile Cemento (indoor) | Freeman Coliseum, San Antonio, Stati Uniti d'America 20–21 aprile Cemento (indoor) | Svizzera 2 |      |   |  |
| \| \| \| \| 1 \| 2 \| 3 \| \| \| - \| \| ------------------------------------------------------------- \| --- \| ---- \| - \| \| \| 1 \| \| Madison Keys Viktorija Golubic \| 2 6 \| 3 6 \| \| \| \| 2 \| \| Sloane Stephens Timea Bacsinszky \| 6 4 \| 6 3 \| \| \| \| 3 \| \| Sloane Stephens Viktorija Golubic \| 6 3 \| 6 2 \| \| \| \| 4 \| \| Sofia Kenin Timea Bacsinszky \| 6 3 \| 7 64 \| \| \| \| 5 \| \| Jennifer Brady / Jessica Pegula Ylena In-Albon / Conny Perrin \| 5 7 \| 2 6 \| \| \| |                                                                                    |                                                                                    |            |      |   |  |
| |                                                                                    |                                                                                    | 1          | 2    | 3 |  |
| 1 | Stati Uniti (bandiera) · Svizzera (bandiera)                                       | Madison Keys Viktorija Golubic                                                     | 2 6        | 3 6  |   |  |
| 2 | Stati Uniti (bandiera) · Svizzera (bandiera)                                       | Sloane Stephens Timea Bacsinszky                                                   | 6 4        | 6 3  |   |  |
| 3 | Stati Uniti (bandiera) · Svizzera (bandiera)                                       | Sloane Stephens Viktorija Golubic                                                  | 6 3        | 6 2  |   |  |
| 4 | Stati Uniti (bandiera) · Svizzera (bandiera)                                       | Sofia Kenin Timea Bacsinszky                                                       | 6 3        | 7 64 |   |  |
| 5 | Stati Uniti (bandiera) · Svizzera (bandiera)                                       | Jennifer Brady / Jessica Pegula Ylena In-Albon / Conny Perrin                      | 5 7        | 2 6  |   |  |

## Lettonia vs. Germania
| Lettonia 1 | Arena Riga, Riga, Lettonia 19–20 aprile Cemento (indoor) | Arena Riga, Riga, Lettonia 19–20 aprile Cemento (indoor)                 | Germania 3 |     |     |             |
| \| \| \| \| 1 \| 2 \| 3 \| \| \| - \| \| ------------------------------------------------------------------------ \| --- \| --- \| --- \| ----------- \| \| 1 \| \| Jeļena Ostapenko Andrea Petković \| 5 7 \| 4 6 \| \| \| \| 2 \| \| Diāna Marcinkēviča Julia Görges \| 4 6 \| 6 4 \| 1 6 \| \| \| 3 \| \| Jeļena Ostapenko Mona Barthel \| 4 6 \| 3 6 \| \| \| \| 4 \| \| Diāna Marcinkēviča Andrea Petković \| \| \| \| non giocato \| \| 5 \| \| Jeļena Ostapenko / Daniela Vismane Anna-Lena Grönefeld / Andrea Petković \| 6 1 \| 6 3 \| \| \| |                                                          |                                                                          |            |     |     |             |
| |                                                          |                                                                          | 1          | 2   | 3   |             |
| 1 | Lettonia (bandiera) · Germania (bandiera)                | Jeļena Ostapenko Andrea Petković                                         | 5 7        | 4 6 |     |             |
| 2 | Lettonia (bandiera) · Germania (bandiera)                | Diāna Marcinkēviča Julia Görges                                          | 4 6        | 6 4 | 1 6 |             |
| 3 | Lettonia (bandiera) · Germania (bandiera)                | Jeļena Ostapenko Mona Barthel                                            | 4 6        | 3 6 |     |             |
| 4 | Lettonia (bandiera) · Germania (bandiera)                | Diāna Marcinkēviča Andrea Petković                                       |            |     |     | non giocato |
| 5 | Lettonia (bandiera) · Germania (bandiera)                | Jeļena Ostapenko / Daniela Vismane Anna-Lena Grönefeld / Andrea Petković | 6 1        | 6 3 |     |             |

## Belgio vs. Spagna
| Belgio 2 | Sportcampus Lange Munte, Kortrijk, Belgio 20–21 aprile Cemento (indoor) | Sportcampus Lange Munte, Kortrijk, Belgio 20–21 aprile Cemento (indoor)        | Spagna 3 |     |     |  |
| \| \| \| \| 1 \| 2 \| 3 \| \| \| - \| \| ------------------------------------------------------------------------------ \| ---- \| --- \| --- \| \| \| 1 \| \| Kirsten Flipkens Garbiñe Muguruza \| 6 3 \| 4 6 \| 6 4 \| \| \| 2 \| \| Alison Van Uytvanck Carla Suárez Navarro \| 3 6 \| 2 6 \| \| \| \| 3 \| \| Ysaline Bonaventure Garbiñe Muguruza \| 6 4 \| 0 6 \| 6 4 \| \| \| 4 \| \| Yanina Wickmayer Carla Suárez Navarro \| 2 6 \| 1 6 \| \| \| \| 5 \| \| Ysaline Bonaventure / Kirsten Flipkens Garbiñe Muguruza / Carla Suárez Navarro \| 64 7 \| 6 2 \| 2 6 \| \| |                                                                         |                                                                                |          |     |     |  |
| |                                                                         |                                                                                | 1        | 2   | 3   |  |
| 1 | Belgio (bandiera) · Spagna (bandiera)                                   | Kirsten Flipkens Garbiñe Muguruza                                              | 6 3      | 4 6 | 6 4 |  |
| 2 | Belgio (bandiera) · Spagna (bandiera)                                   | Alison Van Uytvanck Carla Suárez Navarro                                       | 3 6      | 2 6 |     |  |
| 3 | Belgio (bandiera) · Spagna (bandiera)                                   | Ysaline Bonaventure Garbiñe Muguruza                                           | 6 4      | 0 6 | 6 4 |  |
| 4 | Belgio (bandiera) · Spagna (bandiera)                                   | Yanina Wickmayer Carla Suárez Navarro                                          | 2 6      | 1 6 |     |  |
| 5 | Belgio (bandiera) · Spagna (bandiera)                                   | Ysaline Bonaventure / Kirsten Flipkens Garbiñe Muguruza / Carla Suárez Navarro | 64 7     | 6 2 | 2 6 |  |

## Verdetti
- Repubblica Ceca, Stati Uniti, Germania e Spagna ammesse al Gruppo Mondiale.
- Canada, Svizzera, Lettonia, Belgio ammesse al Gruppo Mondiale II.